# Zalaistvánd
Zalaistvánd è un comune dell'Ungheria di 414 abitanti (dati 2001). È situato nella contea di Zala.